# Loret Sadiku
Loret Sadiku, född 28 juli 1991 i Pristina, är en svensk-kosovoalbansk fotbollsspelare som spelar för Hammarby IF.
Sadiku värvades inför säsongen 2012 av Helsingborgs IF från IFK Värnamo. Han debuterade för Helsingborgs IF i Allsvenskan den 2 april 2012, i en 0–1 förlust mot IFK Norrköping.
Sommaren 2014 skrev han ett treårskontrakt med Mersin İdmanyurdu. Han gjorde ligapremiär för Mersin i hemmapremiären mot Besiktas JK den 30 augusti 2014.
I februari 2022 blev det officiellt att Sadiku bryter med Kasımpaşa SK för att skriva på ett treårskontrakt med Hammarby IF.

## Meriter
Helsingborgs IF
- Svenska Supercupen: 2012